# Alphems arboretum

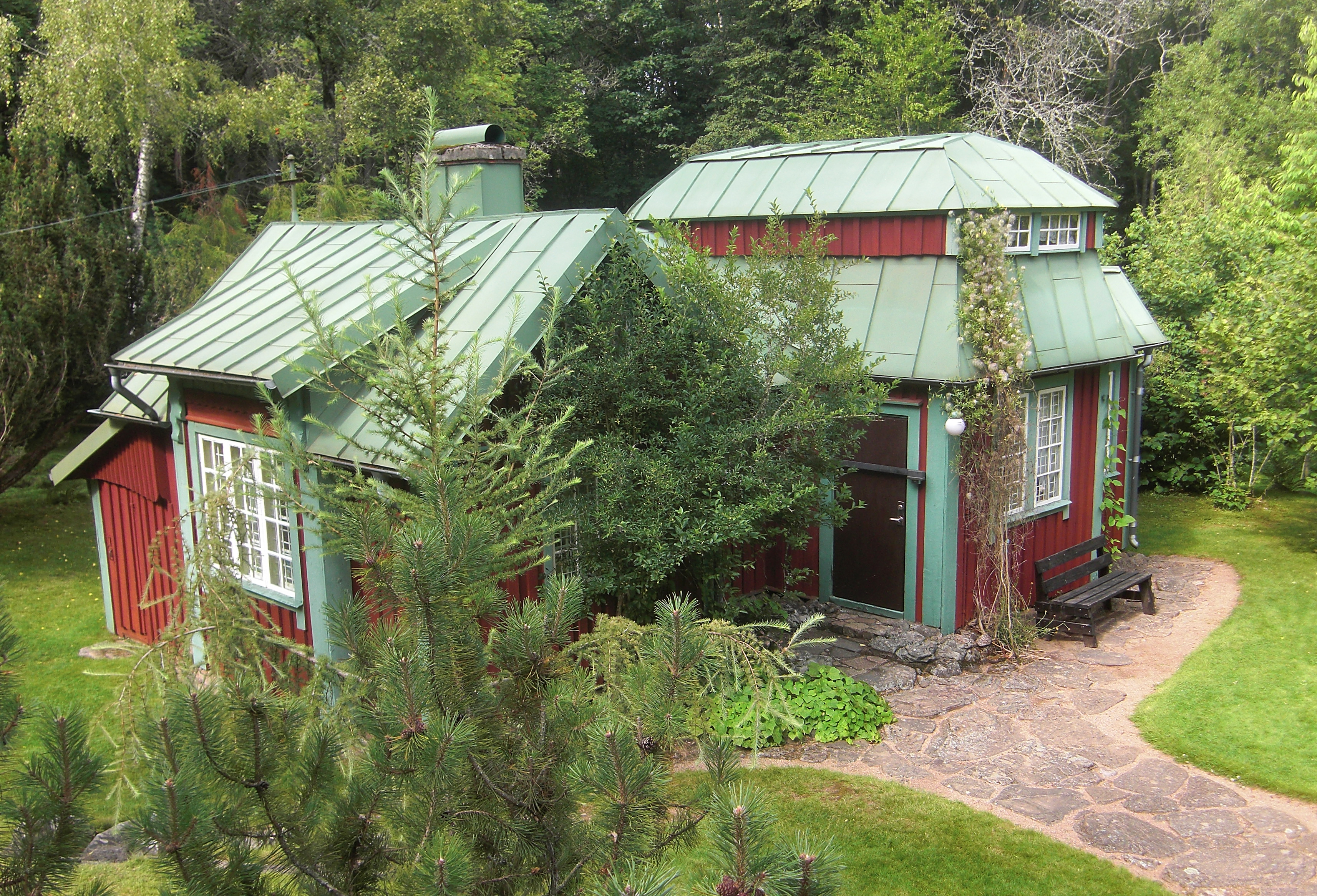
Gegerfeldts stuga på Alphems arboretum.

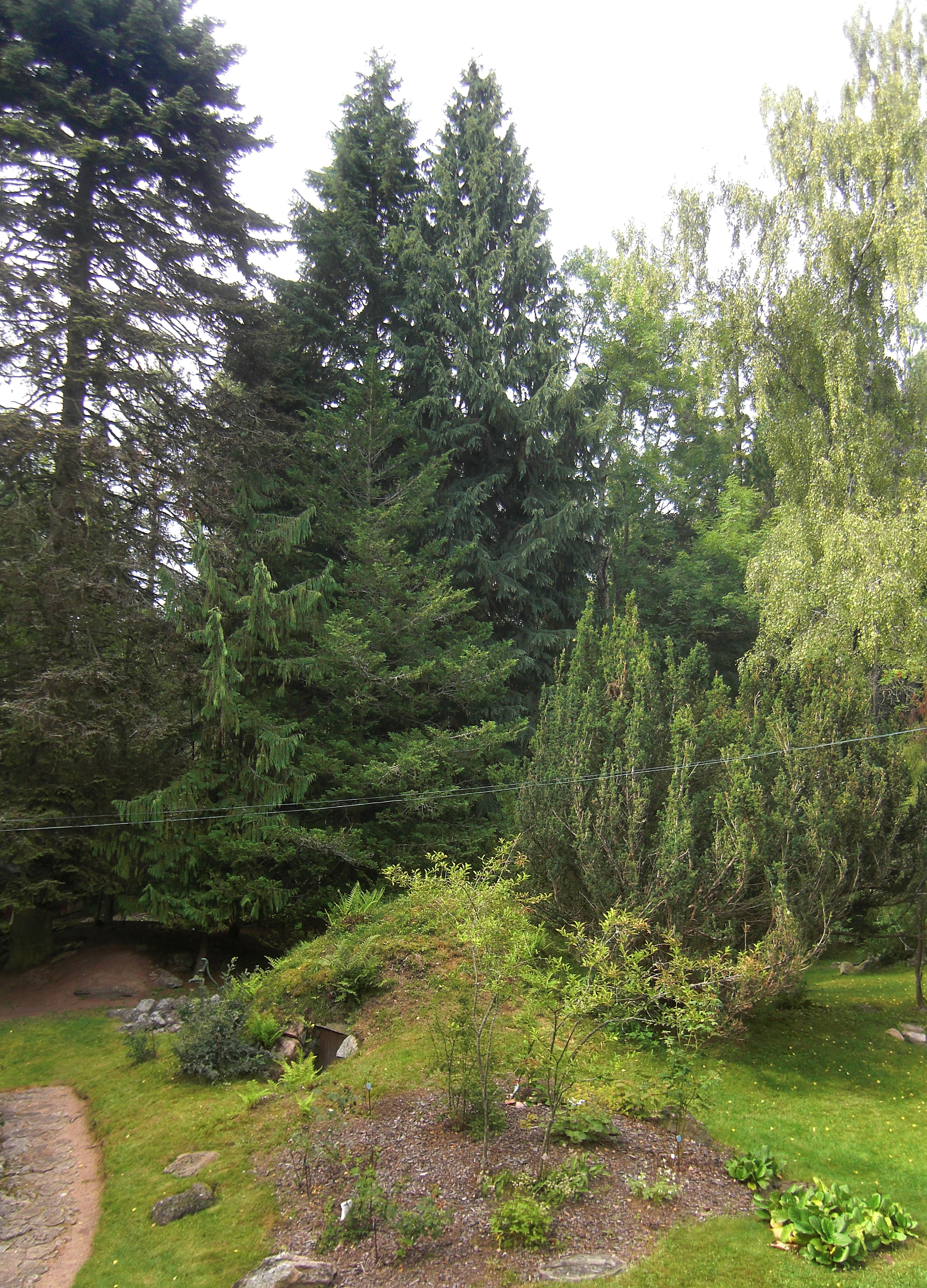
Alphems äldsta träd ses till vänster, en silvergran (Abies alba) planterad 1898. I mitten syns en bergshemlock (Tsuga mertensiana).

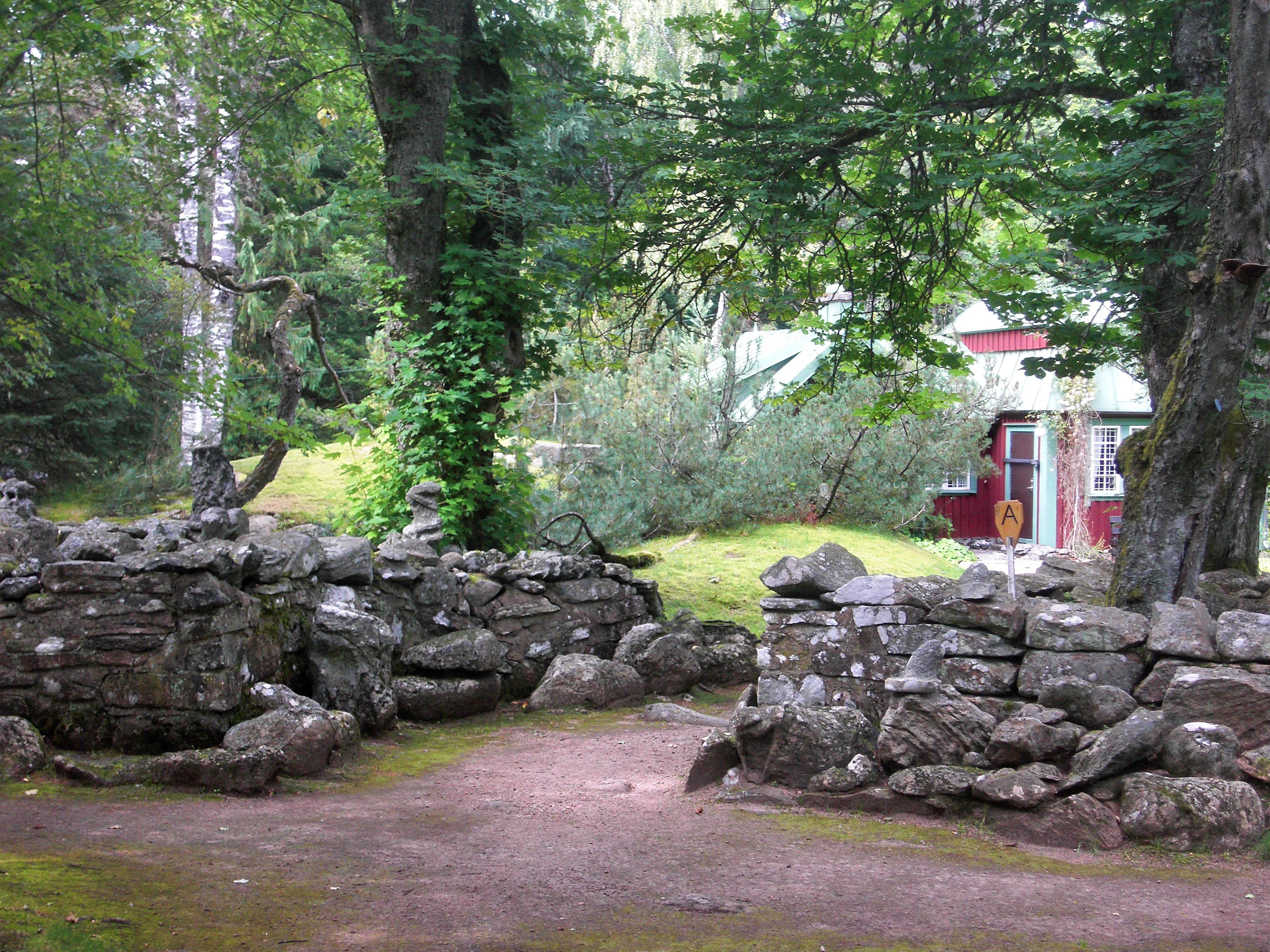
Stenanläggningen "Domedagsfrid" på Alphems arboretum.

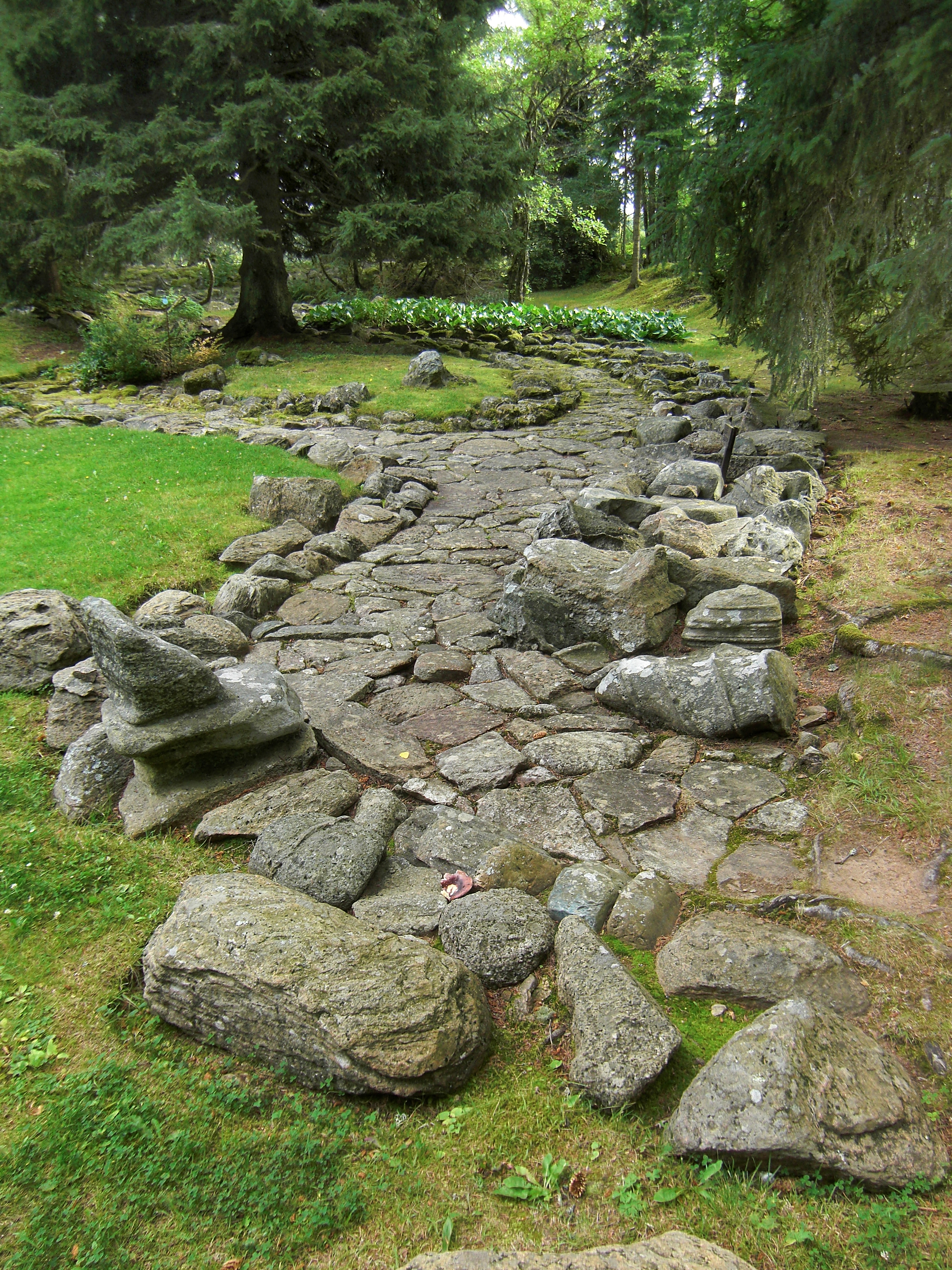
Döda Floden på Alphems arboretum.

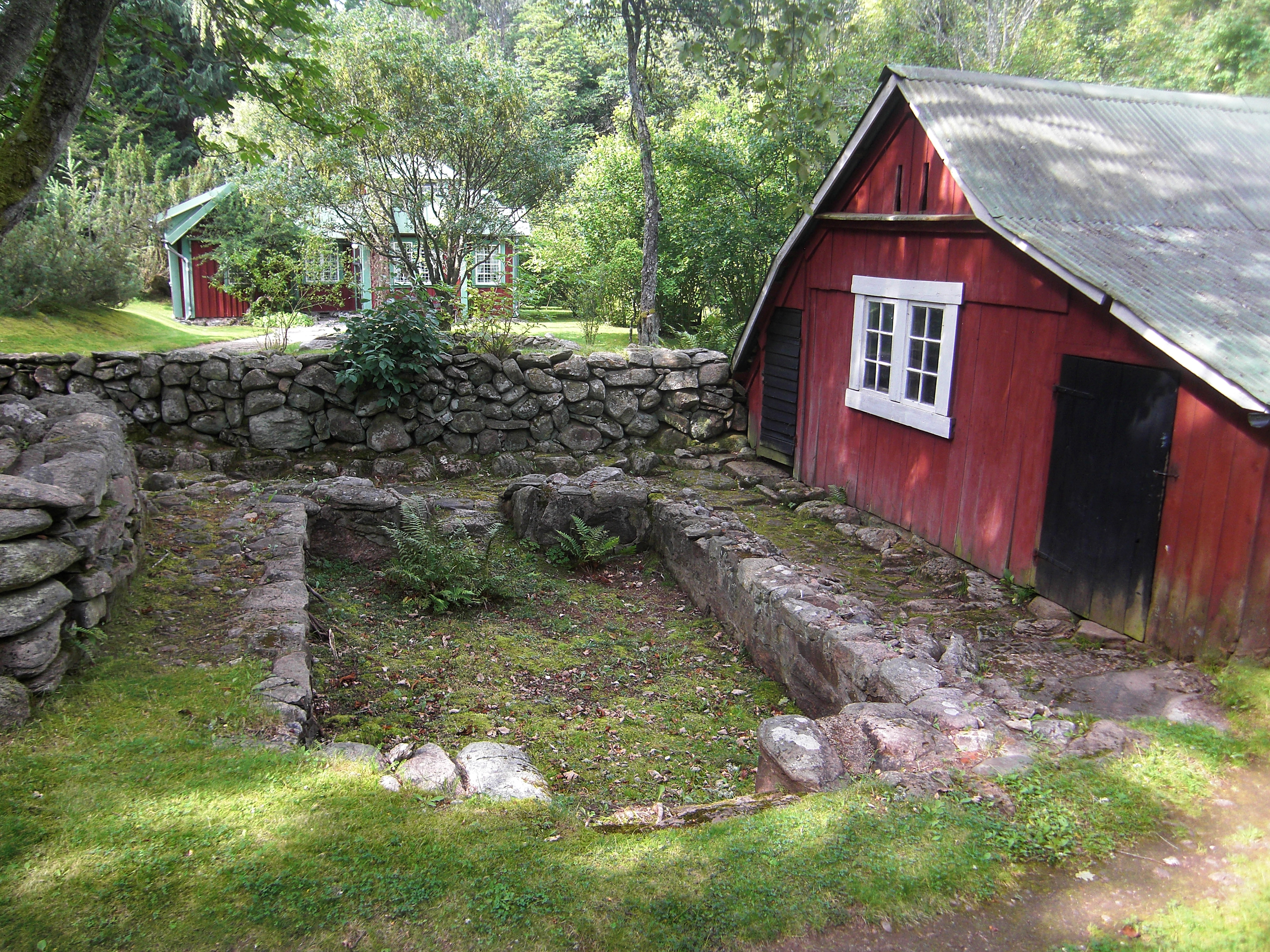
Lövkompost på Alphems arboretum.

Alphems arboretum är ett arboretum beläget i Floby socken strax nordväst om Floby samhälle i Falköpings kommun i Västergötland. Den är en av de största trädsamlingarna i Sverige anlagda av en enda person. I anläggningen finns runt 220 olika lövträd och drygt 100 barrträd av olika sorter. Trädgården skapades mellan åren 1903 och 1953 av lantbrevbäraren Frans Johan Gegerfeldt, född 16 september 1865 i Bragnum i Floby, död 15 juni 1953 i Floby. Gegerfeldt tilldelades Patriotiska sällskapets medalj 1948.

## Tidig personhistoria
Dendrologen Frans Johan Gegerfeldt föddes 16 september 1865 i Bragnum i Floby socken och dog 15 juni 1953. Efternamnet togs då Gegerfeldts far var hantlangare åt en ingenjör von Gegerfeldt och därför kom att kallas "lille Gegerfeldt". Gegerfeldt gick bara några dagar i skola för att sedan istället arbeta som vallpojk. Han lärde sig själv att läsa och var därmed i det närmaste autodidakt. Vid arton års ålder tog han värvning vid Göta artilleriregemente i Göteborg. Han tog underofficersexamen med goda betyg 1887 och arbetade ett par år som konstapel. Han tog avsked 1889 och flyttade hem till Floby igen. Därefter gifte han sig med Amanda och de fick med tiden tio barn.

## Arboretets historia
Trädgården startade när Gegerfeldt 1898 planterade ädelgranar vid sin stuga i södra delen av Floby socken. 1903 flyttade han till Rolkebacken i socknens nordvästra hörn och det var här han anlade sitt arboretum. Platsen var plan ljungmark när han flyttade dit, men med tiden anlade han kullar och gropar för att ge variation åt markytan. 1910 började Gegerfeldt att arbeta som lantbrevbärare. Hans lantbrevbärarlinje var två mil lång och sträckan avverkades under många år till fots. 

### Stenanläggningar
Gegerfeldt samlade inte bara träd utan letade även märkligt formade stenar, som han fraktade hem med skottkärra om nätterna. Av de insamlade stenarna byggde han stenpartier, stenmurar och lövkomposter. Runt ingången till den äldsta delen av trädgården byggde han en stenanläggning, som han kallade "Domedagsfrid". Där samlade han sina mest märkliga stenar. Den döda floden består endast av stenar och inget vatten. Den sägs vara en japanska trädgårdsidé och går i en båge från en symbolisk källa till en symbolisk sjö. 

### Efter Gegerfeldt
Efter Gegerfeldts död 1953 blev trädgårdsanläggningen till salu och köptes 1956 av Vilske Hembygds- och Fornminnesförening för att förhindra att parken skulle bli stängd för allmänheten. 1988 övertogs parken av nybildade Föreningen Alphems Arboretum.

## Uppmärksammade träd i anläggningen
- Berghemlock (Tsuga mertensiana)[3]